# 붉은 사막 (영화)
《붉은 사막》(이탈리아어: Il deserto rosso)은 1964년에 개봉된 이탈리아의 심리 드라마 영화이다. 미켈란젤로 안토니오니가 감독을 맡았으며 토니노 궤라와 함께 각본을 썼다. 안토니오니의 첫 컬러 영화로서 모니카 비티와 리처드 해리스가 주연을 맡았다. 작업 당시 제목은 “Celeste e verde”(하늘색과 초록색)이다.
1964년 제25회 베네치아 국제 영화제에서 황금사자상을 수상했다.

## 줄거리
오늘날의 라벤나. 어린 아들이 있는 줄리아나는 남편이 일하는 공장 지대에서 살고 있다. 남편의 무관심 속에서 현실과의 끈을 점점 잃어가며 존재론적 위기에 놓인 줄리아나는 파타고니아에서 일할 노동자를 모집하기 위해 이곳을 방문한 남편의 오랜 사업 동료 코라도를 만난다. 줄리아나는 자신의 불안을 보다 세심하게 포착하는 코라도와 불륜 관계가 되지만 줄리아나의 정신은 점점 악화되어 가기만 한다.

## 출연진
- 모니카 비티 - 줄리아나 역
- 리처드 해리스 - 코라도 젤레르 역
- 세니아 발데리 - 린다 역
- 리타 르누아르 - 에밀리아 역
- 카를로 키오네티 - 우고 역
- 릴리 레임스 - 망원경 기사 아내 역
- 알도 그로티 - 막스 역
- 발레리오 바르톨레스키 - 줄리아나 아들 역
- 에마누엘라 파올라 카르보니 - 우화 속의 소녀 역
- 줄리아노 미시리니

## 기타 제작진
- 공동 제작: 안젤로 리촐리(en)
- 미술: 피에로 폴레토
- 의상: 지트 마그리니